# Julian Lange
Julian Bolesław Lange, ps. Leon Bräulich (ur. 9 stycznia 1873 w Chełmnie, zm. 9 czerwca 1954 w Puszczykowie) – pułkownik inżynier, kawaler Orderu Virtuti Militari.

## Życiorys
Urodził się 9 stycznia 1873 w rodzinie Ignacego i Jadwigi ze Skrzyneckich. Ukończył w Chełmnie szkołę elementarną i 6 klas gimnazjum, a następnie zdobył zawód ślusarza. Pracował w Berlinie w latach 1890–1900 i uczył się w wieczorowej Wyższej Szkole Budowy Maszyn. Szkołę ukończył z tytułem inżyniera mechanika.
W marynarce niemieckiej odbył służbę wojskową. Mieszkał w Berlinie do 1910 i działał w polonijnych organizacjach społecznych, zwłaszcza młodzieżowych. Wniósł znaczne zasługi dla rozwoju Towarzystwa Gimnastycznego „Sokół”. Został naczelnikiem w zarządzie gniazda „Sokoła” w Berlinie, naczelnikiem V Okręgu w Berlinie i także prezesem zarządu tego okręgu. Był założycielem gniazd „Sokół” w Nadrenii, Westfalii, Brandenburgii i na Łużycach. W 1910 Przeniósł się do Poznania gdzie został kierownikiem jednej z fabryk Hipolita Cegielskiego. Pełnił też funkcje w Wydziale Związku Sokolstwa Polskiego w Niemczech z siedzibą w Poznaniu i naczelnika oraz zastępcy naczelnika II Okręgu w Poznaniu. Wprowadził w „Sokole” od 1912 tajne zajęcia wojskowe i ćwiczenia polowe dla młodzieży. Autor wielu publikacji sokolskich. Utrzymywał kontakty z PPS zaboru pruskiego do 1913.
Podczas I wojny światowej kierował wojskową bazą samochodową i zaopatrywał potajemnie polskie organizacje niepodległościowe w broń. Odegrał wybitną rolę w okresie przygotowań jak i podczas powstania wielkopolskiego. Wszedł w skład tajnej Tymczasowej Komendy Straży Obywatelskiej 7 października 1918 i został wybrany jej naczelnym komendantem. Powołany w końcu października do Sekcji Wojskowej przy Centralnym Komitecie Obywatelskim. Był również członkiem Komisji Wojskowo-Policyjnej przy Radzie Ludowej m. Poznania, a naczelnym komendantem Straży Ludowej od 27 listopada 1918. Brał udział podczas powstania w pertraktacjach z Niemcami broniącymi się 27 grudnia w gmachu Prezydium Policji w Poznaniu oraz 28 grudnia w ataku na koszary saperów na Wildzie. Mianowany 9 stycznia 1919 na stopień majora został naczelnym komendantem Straży Ludowej w Poznańskiem i na Pomorzu Gdańskim. Zorganizował po zakończeniu działań powstańczych oddziały Straży Ludowej, z których w maju 1919 utworzono Obronę Krajową. Mianowany pułkownikiem i inspektorem Obrony Krajowej w czerwcu 1919 i funkcje te pełnił do wiosny 1920. Szef Wydziału Wojskowego Komitetu Obrony Śląska w latach 1919–1920, organizował wysyłkę ochotników do powstań na śląsku. Był zaangażowany w prace plebiscytowe i brał w 1921 udział w III powstaniu śląskim.
„W uznaniu za szybkie i doskonałe zorganizowanie SL-OK, jak też wkład w zwycięstwo powstania wklp. i III powstania śląskiego odznaczony został VM”.
Pracował nad zjednoczeniem sokolstwa w Polsce od 1919 i publikował własne wspomnienia z przebiegu powstania. Kierował fabryką sprzętu rolniczego Zakładów Hipolita Cegielskiego w Poznaniu w okresie międzywojennym. Działacz Związku Sokolstwa Polskiego. W czasie II wojny światowej mieszkał w Puszczykowie. Działał w Stronnictwie Ludowym od 1945 (od 1949 w ZSL).
Zmarł 9 czerwca 1954 w Puszczykowie i został pochowany na miejscowym cmentarzu Parafii pw. Matki Boskiej Wniebowiętej.
Był żonaty z Teodorą z Prałatów (1881–1956), miał córki Ludomiłę oraz Aleksandrę i syna Juliana Zbigniewa.

## Ordery i odznaczenia
- Krzyż Srebrny Orderu Wojskowego Virtuti Militari nr 111[2] – 8 kwietnia 1921 „za walki z niemcami w Poznańskiem”[4][5]
- Krzyż Oficerski Orderu Odrodzenia Polski – 27 listopada 1929 „za zasługi na polu pracy narodowej i społecznej”[6][2]

12 czerwca 1935 Komitet Krzyża i Medalu Niepodległości odrzucił wniosek o nadanie mu tego odznaczenia „z powodu braku pracy niepodległościowej”.